# Aleksandr Samuilovič Šejn
Aleksandr Samuilovič Šejn (Александр Самуилович Шейн; Mosca, 9 febbraio 1933 – Mosca, 24 febbraio 2015) è stato un regista sovietico.

## Filmografia parziale

### Regista
- Skvernyj anekdot (1966)
- La felicità coniugale (1969)